# Família jerònima
La família jerònima és el conjunt de comunitats i ordes religiosos cristians, masculins i femenins, que posats sota l'advocació de Sant Jeroni d'Estridó segueixen les directrius i el carisma que aquest autor dona en alguns escrits, formant-ne una regla o combinant-les amb altres regles.
A mitjan segle xiv, la relaxació dels ordes monàstics i mendicants porta a l'increment de grups reformistes que, volent seguir rigorosament les regles monàstiques, cerquen la perfecció fent vida eremítica en eremitoris. Són molt freqüents a Itàlia, on molts d'aquests grups es posen sota l'advocació de Sant Jeroni d'Estridó, eremita. A la península Ibèrica i sense connexió amb Itàlia, es dona el mateix fenomen en llocs diferents: paral·lelament, es troben grups d'anacoretes sota l'advocació de Jeroni a Burgos, Santander, València i Mallorca.
D'aquests grups reformistes nasqueren comunitats que cresqueren o s'uniren entre si formant diferents instituts religiosos que formen la família jerònima. Avui en subsisteixen:
- L'Orde de Sant Jeroni, orde monàstic fundat per Fernando Yáñez de Figueroa i Pedro Fernández Pecha a partir d'un grup d'anacoretes, influït pels grups italians, cap al 1360 a El Castañar, prop de Toledo; en 1367, la comunitat es va traslladar a Lupiana (Guadalajara). En 15 d'octubre de 1373, el papa va aprovar le comunitat d'Eremites de Sant Jeroni, amb la Regla de Sant Agustí i constitucions i hàbit propis. Estesa per Espanya i Portugal, desaparegué en 1835 i només fou restaurada en 1925.

El segon orde comprèn les comunitats femenines:
- Monges Jerònimes, branca femenina de l'Orde de Sant Jeroni, fundades en 1374 per Pedro Fernández Pecha a La Sisla, prop de Toledo. L'orde femení tindrà un desenvolupament paral·lel a terres d'Espanya i Hispanoamèrica i, al contrari que el masculí, no s'extingirà, mantenint l'existència de l'orde entre 1835 i 1925. La majoria de monestirs de jerònimes s'agrupen en la Federació Jerònima de Santa Paula.

D'aquest institut s'originaren dues branques diferenciades:
- Institut de Jerònimes de l'Adoració, format per les monges de San Lorenzo de Mèxic que van marxar-ne durant la persecució de Calles de 1926 i es van refugiar a Espanya; tenen cases a Espanya i una a Mèxic, dedicades a l'educació.
- Religioses Jerònimes de Puebla, fundades a Puebla (Mèxic), amb cases a Mèxic i Veneçuela.

## Comunitats desaparegudes
Històricament, n'hi hagué altres comunitats jerònimes:
- Frares Jesuats de San Jeroni, institut creat a Siena cap al 1360 per Giovanni Colombini com a confraria de laics. Convertida en orde mendicant, fou des de 1606 una congregació clerical amb el nom de Clergues Apostòlics de Sant Jeroni fins que fou suprimit per Climent IX el 1668. Es difongué al centre i nord d'Itàlia.
- Les Pobres Germanes de la Visitació de la Mare de Déu o Jesuates, branca femenina dels Jesuats, fundada per Caterina Colombini cap al 1367 a Siena, amb la Regla de Sant Agustí i com a orde monàstic de clausura. Difosa només a Itàlia, s'extingí en 1827.
- Els Pobres Eremites de Sant Jeroni, orde mendicant fundat per Pietro Gambacorta cap al 1377 al monestir de Montebello (Isola del Piano, Úmbria), per fer-hi vida eremítica. Aprovada per Martí V en 1421, s'estengué per les Marques i s'uniren en 1446 a:
- Eremites de Sant Jeroni de Roma, comunitat eremítica creada en 1434 per Nicola da Forca Palena al mont Gianicolo de Roma. Aprovada per Eugeni IV el 4 d'octubre de 1437, s'uní als Pobres Eremites de Sant Jeroni i formaren, en 1446 la Congregació dels Eremites de Sant Jeroni del Beat Pere de Pisa. El nou institut fou aprovat en 1444, i Pius V li donà la seva forma definitiva en 1568. L'orde fou suprimit en 1933. A l'orde romà s'hi integraren els:
  - Eremites de Monte Segestero, de Ligúria en 1579,
  - Eremites del Tirol i Baviera en 1695.

- Eremites de Sant Jeroni de Fiesole, comunitat fundada per Carles de Montegranelli a la rodalia de Florència en 1404; aprovada el 1406 pel papa Innocenci VII, la posà sota la Regla de Sant Agustí i fou aprovada definitivament per Gregori XII en 1415. Es difongué pel centre i nord d'Itàlia i fou suprimida en 1668.
- La Congregació de l'Observança de Sant Jeroni, fundada en 1428 per fra Francisco Lope de Olmedo, com a reforma observant de l'Orde de Sant Jeroni que n'accentuava el component eremític i donava una regla pròpia a partir dels escrits de Sant Jeroni. Aprovada per Martí V, s'estengué per Itàlia i set monestirs d'Andalusia. En 1567 s'integrà a l'Orde de Sant Jeroni.